# Carmelita Jeter
Carmelita Jeter (Los Angeles, 24 novembre 1979) è un'ex velocista statunitense, campionessa mondiale dei 100 metri piani a Taegu 2011.
È la quarta donna più veloce di sempre nei 100 m piani, grazie ad un tempo di 10"64 corso il 20 settembre 2009 a Shanghai. Insieme alle connazionali Tianna Bartoletta, Allyson Felix e Bianca Knight detiene inoltre il record mondiale della staffetta 4×100 metri con il tempo di 40"82, stabilito nella vittoriosa finale dei Giochi olimpici di Londra 2012.

## Biografia

### Gli inizi
In gioventù Carmelita si dedica principalmente al basket, sport preferito all'interno della sua famiglia e disciplina in cui eccelle anche il fratello minore Pooh Jeter, tuttora cestista professionista. Convinta dal suo allenatore alla Bishop Montgomery High School, inizia a praticare l'atletica leggera, confermando subito il suo talento naturale per lo sprint.

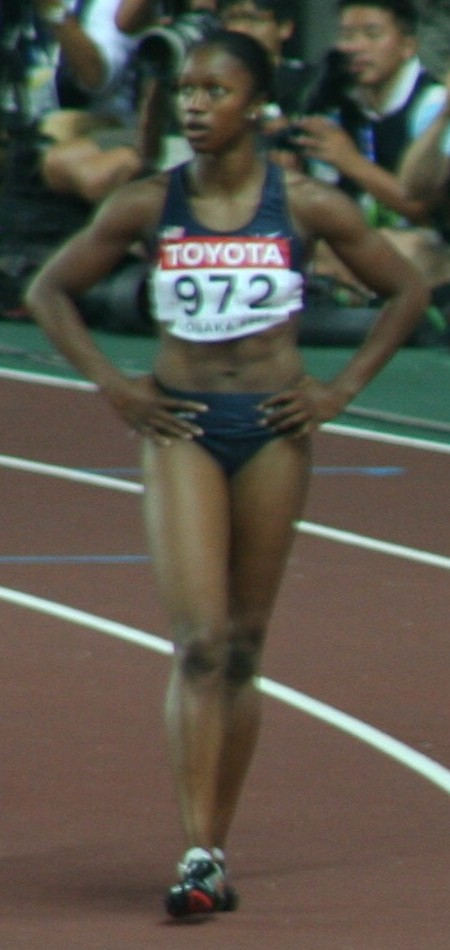
Jeter a

Stabilisce il record per il maggior numero di medaglie NCAA vinte da un'atleta della California State University, Dominguez Hills ed è la prima atleta della sua università ad ottenere la qualificazione ai trials statunitensi. Rimane ai box per la maggior parte del 2003-2005 a causa di un problema al muscolo quadricipite femorale ed è solo nel 2007 che inizia a farsi notare a livello internazionale.

### 2007: l'anno della ribalta internazionale
Ad inizio 2007 vince la medaglia d'argento ai Campionati statunitensi indoor nei 60 metri piani, stabilendo anche il suo personale con il tempo di 7"17. Conferma il suo ottimo momento di forma anche all'inizio della stagione outdoor migliorando, nel corso dell'Adidas Track Classic, il suo primato sui 100 m con 11"04.
Ai trials statunitensi, validi come selezione per i Mondiali di Osaka, si classifica terza nei 100 m, dietro a Torri Edwards e Lauryn Williams, guadagnandosi così la partecipazione alla rassegna iridata.
Il 27 agosto, proprio ai Mondiali, ottiene la sua prima medaglia in una competizione internazionale, arrivando terza sui 100 m con il tempo di 11"02 dietro a Veronica Campbell e Lauryn Williams e migliorando nuovamente il suo record personale.
Durante le World Athletics Final, che si svolgono nel settembre dello stesso anno a Stoccarda, vince la gara dei 100 metri terminando la gara in 11"10.

### 2008: la mancata partecipazione olimpica
Nel 2008, nonostante fosse indicata come una delle possibili protagoniste, manca l'appuntamento con i Giochi olimpici di Pechino, in quanto fallisce la qualificazione durante i trials statunitensi sia sui 100 che sui 200 m piani. Nella semifinale dei 100 m, dopo aver fatto segnare nei quarti di finale il suo nuovo record con 10"97, rimane distante dalle posizioni che garantirebbero la qualificazione alla finale e nei 200 metri non va oltre il sesto posto finale
Partecipa alla World Athletics Final, disputatasi nuovamente a Stoccarda, sia sui 100 che sui 200 m, ottenendo rispettivamente un 4º ed un 5º posto. A novembre decide di cambiare allenatore, passando sotto le cure di John Smith, ex-coach del campione olimpico e mondiale Maurice Greene.

### 2009: la seconda atleta più veloce di sempre

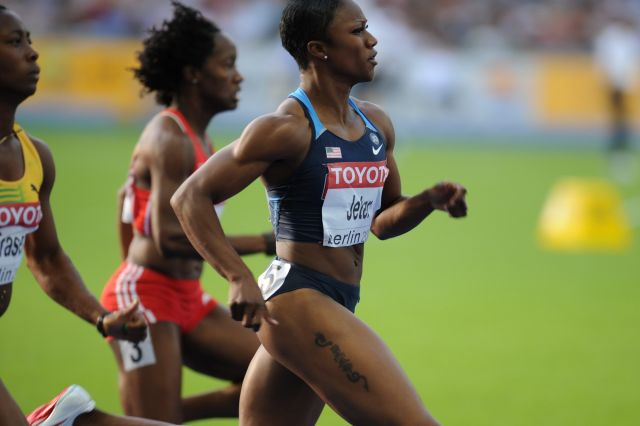
Carmelita Jeter durante i Mondiali di

Il 2009 inizia positivamente: durante il mese di febbraio Carmelita stabilisce il suo nuovo primato sui 60 m indoor correndo in 7"11, miglior tempo mondiale stagionale sulla distanza. Successivamente vince i 100 metri al Prefontaine Classic ed ottiene il suo primo titolo statunitense outdoor a Eugene, Oregon, sempre sui 100 metri.
Al Grand Prix di Londra, si piazza prima nei 100 metri stabilendo con il tempo di 10"92, il suo personale ed in quel momento terzo tempo mondiale dell'anno dopo le giamaicane Shelly-Ann Fraser e Kerron Stewart. Una settimana prima dell'inizio dei Mondiali di Berlino, a Cottbus, Carmelita Jeter fa parte della staffetta 4×100 metri statunitense che realizza il miglior tempo mondiale degli ultimi 12 anni. La staffetta, composta da Lauryn Williams, Allyson Felix, Muna Lee e la stessa Jeter, ferma il cronometro a 41"58, piazzandosi così anche all'ottavo posto nelle liste mondiali di sempre.
In agosto, ai Mondiali di Berlino, in virtù delle ottime prestazioni stagionali, si presenta come una delle favorite alla conquista dell'oro nei 100 metri piani. Durante la semifinale dei 100 m stabilisce il suo nuovo primato personale con il tempo di 10"83. Nonostante ciò in finale giunge solo terza con il tempo di 10"90 dietro alle giamaicane Shelly-Ann Fraser e Kerron Stewart.
Il periodo post-mondiale per la Jeter è decisamente più che positivo, raccogliendo una serie di vittorie e ottimi riscontri cronometrici nei meeting di fine stagione. Al Weltklasse di Zurigo e al Memorial Van Damme di Bruxelles vince i 100 metri facendo segnare due tempi sotto i 10"90.
A Salonicco il 13 settembre dello stesso anno, durante la World Athletics Final, vince la gara dei 100 metri stabilendo con 10"67 il suo nuovo primato personale, tempo che le permette di essere la terza donna più veloce di sempre della specialità, dietro alle connazionali Florence Griffith-Joyner e Marion Jones. Una settimana più tardi, il 20 settembre a Shanghai ritocca nuovamente il suo primato dei 100 m scendendo questa volta fino a 10"64, tempo che la consacra come la seconda donna più veloce di sempre, unicamente dietro a Florence Griffith-Joyner..

### 2011: campionessa mondiale dei 100 m
Nel 2011 ai Mondiali di Taegu conquista il suo primo oro mondiale individuale in carriera, vincendo i 100 metri piani con il tempo di 10"90. Qualche giorno più tardi arriva seconda nei 200 metri con il tempo di 22"37, preceduta dalla giamaicana Veronica Campbell-Brown.

### 2017: il ritiro
Arrivata alla soglia dei 38 anni, nel novembre 2017 ha annunciato il suo ritiro dalle competizioni.
L'anno precedente aveva accusato una lesione al quadricipite sinistro che l'aveva costretta a ritirarsi dai trials olimpici statunitensi. Da quell'infortunio non è più riuscita a guarire del tutto decidendo pertanto di abbandonare l'attività agonistica.

## Record mondiali

### Seniores
- Staffetta 4×100 metri: 40"82 ( Londra, 10 agosto 2012)  (Tianna Bartoletta, Allyson Felix, Bianca Knight, Carmelita Jeter)

## Progressione

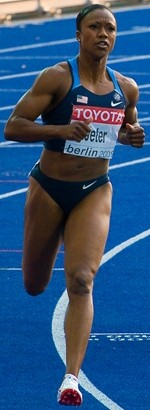
Carmelita Jeter a

### 60 metri piani indoor
| Stagione | Tempo | Luogo       | Data      | Rank. Mond. |
| -------- | ----- | ----------- | --------- | ----------- |
| 2014/15  | 7"26  | Birmingham  | 21-2-2015 | 42ª         |
| 2012/13  | 7"18  | Birmingham  | 16-2-2013 | 18ª         |
| 2012/13  | 7"18  | Albuquerque | 2-2-2013  | 18ª         |
| 2010/11  | 7"13  | Albuquerque | 27-2-2011 | 4ª          |
| 2009/10  | 7"02  | Albuquerque | 28-2-2010 | 3ª          |
| 2008/09  | 7"11  | Birmingham  | 21-2-2009 | 1ª          |
| 2007/08  | 7"21  | Boston      | 24-2-2008 | 17ª         |
| 2006/07  | 7"16  | Azusa       | 10-2-2007 | 5ª          |
| 2005/06  | 7"49  | Flagstaff   | 4-2-2006  | 246ª        |
| 2003/04  | 7"49  | Flagstaff   | 7-2-2004  | 217ª        |
| 2002/03  | 7"51  | Boston      | 15-3-2003 |             |

### 100 metri piani
| Stagione | Tempo | Luogo       | Data      | Rank. Mond. |
| -------- | ----- | ----------- | --------- | ----------- |
| 2016     | 11"16 | Eugene      | 28-5-2016 | 46ª         |
| 2015     | 11"01 | Eugene      | 26-6-2015 | 23ª         |
| 2014     | 11"24 | Birmingham  | 24-8-2014 | 61ª         |
| 2013     | 10"93 | Londra      | 27-7-2013 | 8ª          |
| 2012     | 10"78 | Londra      | 4-8-2012  | 2ª          |
| 2011     | 10"70 | Eugene      | 4-6-2011  | 1ª          |
| 2010     | 10"82 | Monaco      | 22-7-2010 | 2ª          |
| 2009     | 10"64 | Shanghai    | 20-9-2009 | 1ª          |
| 2008     | 10"97 | Eugene      | 27-6-2008 | 11ª         |
| 2007     | 11"02 | Osaka       | 27-8-2007 | 7ª          |
| 2006     | 11"48 | Los Angeles | 4-6-2006  | 145ª        |
| 2005     | 12"00 | Fullerton   | 12-3-2005 |             |
| 2004     | 11"56 | San Diego   | 19-6-2004 | 218ª        |
| 2003     | 11"61 | Walnut      | 19-4-2003 | 244ª        |
| 2002     | 11"77 | La Jolla    | 11-5-2002 | 402ª        |
| 2001     | 11"82 | Irvine      | 29-4-2001 |             |
| 2000     | 11"73 | Long Beach  | 15-4-2000 |             |
| 1999     | 11"95 | Claremont   | 16-4-1999 |             |

### 200 metri piani
| Stagione | Tempo | Luogo        | Data      | Rank. Mond. |
| -------- | ----- | ------------ | --------- | ----------- |
| 2016     | 23"43 | Walnut       | 16-4-2016 | 255ª        |
| 2015     | 22"88 | Norwalk      | 6-6-2015  | 55ª         |
| 2013     | 22"77 | Losanna      | 4-7-2013  | 32ª         |
| 2012     | 22"11 | Eugene       | 30-6-2012 | 4ª          |
| 2011     | 22"20 | Monaco       | 22-7-2011 | 2ª          |
| 2010     | 22"54 | Oslo         | 4-6-2010  | 10ª         |
| 2009     | 22"59 | Los Angeles  | 11-4-2009 | 20ª         |
| 2008     | 22"47 | Carson       | 18-5-2008 | 11ª         |
| 2007     | 22"82 | Los Angeles  | 12-5-2007 | 38ª         |
| 2006     | 23"54 | Los Angeles  | 4-6-2006  | 189ª        |
| 2004     | 23"98 | Eagle        | 5-6-2004  | 436ª        |
| 2003     | 23"67 | Edwardsville | 24-5-2003 | 227ª        |
| 2002     | 24"10 | La Jolla     | 27-4-2002 | 420ª        |
| 2001     | 24"20 | Irvine       | 29-4-2001 |             |
| 2000     | 23"65 | Raleigh      | 25-5-2000 |             |
| 1999     | 24"99 | Claremont    | 16-4-1999 |             |

## Palmarès

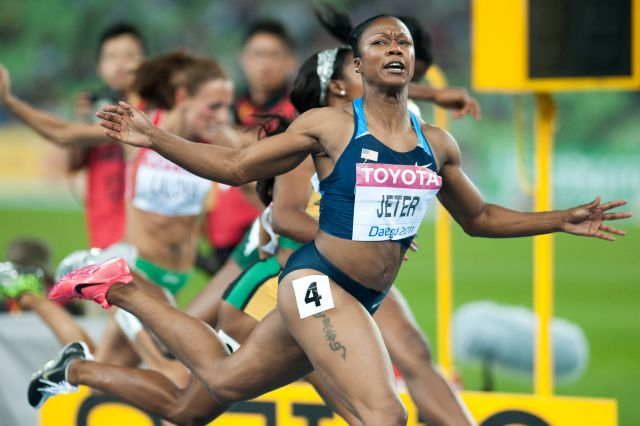
Carmelita Jeter durante la finale dei 100 m ai Mondiali di

| Anno | Manifestazione  | Sede    | Evento      | Risultato | Prestazione | Note                                     |
| ---- | --------------- | ------- | ----------- | --------- | ----------- | ---------------------------------------- |
| 2007 | Mondiali        | Osaka   | 100 m piani | Bronzo    | 11"02       | Miglior prestazione personale            |
| 2007 | Mondiali        | Osaka   | 4×100 m     | Oro       | 41"98       | [ 23 ]                                   |
| 2009 | Mondiali        | Berlino | 100 m piani | Bronzo    | 10"90       |                                          |
| 2009 | Mondiali        | Berlino | 4×100 m     | Batteria  | dnf         |                                          |
| 2010 | Mondiali indoor | Doha    | 60 m piani  | Argento   | 7"05        |                                          |
| 2011 | Mondiali        | Taegu   | 100 m piani | Oro       | 10"90       |                                          |
| 2011 | Mondiali        | Taegu   | 200 m piani | Argento   | 22"37       |                                          |
| 2011 | Mondiali        | Taegu   | 4×100 m     | Oro       | 41"56       | Miglior prestazione mondiale stagionale  |
| 2012 | Giochi olimpici | Londra  | 100 m piani | Argento   | 10"78       | Miglior prestazione personale stagionale |
| 2012 | Giochi olimpici | Londra  | 200 m piani | Bronzo    | 22"14       |                                          |
| 2012 | Giochi olimpici | Londra  | 4×100 m     | Oro       | 40"82       | Record mondiale                          |
| 2013 | Mondiali        | Mosca   | 100 m piani | Bronzo    | 10"94       |                                          |
| 2015 | World Relays    | Nassau  | 4×100 m     | Argento   | 42"32       | Miglior prestazione personale stagionale |

## Campionati nazionali
- 3 volte campionessa nazionale dei 100 m piani (2009, 2011, 2012)
- 1 volta campionessa nazionale indoor dei 60 m piani (2010)

2007
- Argento ai campionati statunitensi indoor, 60 m piani - 7"17
- Bronzo ai campionati statunitensi, 100 m piani - 11"17

2009
- Oro ai campionati statunitensi, 100 m piani - 10"78 w

2010
- Oro ai campionati statunitensi indoor, 60 m piani - 7"02

2011
- Oro ai campionati statunitensi, 100 m piani - 10"74
- Argento ai campionati statunitensi, 200 m piani - 22"23

2012
- Oro ai campionati statunitensi, 100 m piani - 10"92
- Argento ai campionati statunitensi, 200 m piani - 22"11

## Altre competizioni internazionali
2007
- Oro alla World Athletics Final ( Stoccarda), 100 m piani - 11"10

2008
- 4ª alla World Athletics Final ( Stoccarda), 100 m piani - 11"21
- 5ª alla World Athletics Final ( Stoccarda), 200 m piani - 22"98

2009
- Oro alla World Athletics Final ( Salonicco), 100 m piani - 10"67

2010
- Vincitrice della Diamond League nella specialità dei 100 m piani (21 punti)

2011
- Vincitrice della Diamond League nella specialità dei 100 m piani (22 punti)
- Vincitrice della Diamond League nella specialità dei 200 m piani (13 punti)